# Рамлила
Рамлила (санск. रामलीला; буквално „Рамина игра“) је свака драмска народна реконструкција Раминог живота према древном хиндуистичком епу Рамајана или секундарној литератури заснованој на њему као што је епска песма Рамачаритаманас. Посебно се односи на хиљаде драмских представа и плесних догађаја у вези са хиндуистичким богом Рамом, које се постављају током годишњег јесењег фестивала Наваратри у Индији. После одигравања легендарног рата између добра и зла, прослава Рамлиле је врхунац на фестивалу Вијаијадашами, ноћним свечаностима где се спаљују џиновске гротескне слике зла као што је ракшаса (демон) Равана, обично уз ватромет.
Рама је седми аватар хиндуистичког бога Вишнуа и централна фигура Рамајане, санскритског епа који интегрише перформансе са причама вођеним етичким вредностима. Епски текст је датиран у 1. миленијум пре нове ере, а Рамлила је адаптација тих прича. Већина Рамлила у северној Индији заснована је на секундарном делу из 16. века о Рамајани, Рамачаритаманас, композицији у облику стиха на регионалном народном језику (Авадхи, дијалект хинди), аутора Тулсидаса. Ови стихови се користе као дијалози у традиционалним адаптацијама. Продукције на отвореном организују локални одбори Рамлиле, а у потпуности их финансирају мештани села или локалних насеља у урбаним срединама. Главни тим извођача обучава се за плесну драму, али стварна представа привлачи учеснике из публике и сељане. Ова уметничка форма је део хиндуистичке културе, примењује се за многе богове и богиње, али форме о Рами, Дурги и Кришни су најпопуларнији и годишњи догађаји на индијском потконтиненту.
Свечаности Рамлиле је УНЕСКО прогласио једним од „нематеријалног културног наслеђа човечанства“ 2008. године. Рамлила је посебно истакнута у историјски важним хиндуистичким градовима Ајодја, Варанаси, Вриндаван, Алмора, Сатна и Мадхубани – градовима у Утар Прадешу, Утараканду, Бихару и Мадја Прадешу. Еп и његова драмска игра мигрирали су у југоисточну Азију у 1. миленијуму нове ере, а Рамлила са базом у Рамајани је део културе перформанса Индонезије, посебно хиндуистичког друштва Балија, Мјанмара, Камбоџе и Тајланда. У 19. и 20. веку, са премештањем индијске дијаспоре у европске колоније, културна прослава Рамлиле данас се може срести у многим деловима света као што су Маурицијус, Африка, Фиџи, Гвајана, Малезија, Сингапур, Јужноафричка Република, Суринам и Тринидад и Тобаго. Такође се налази у Сједињеним Државама, Канади, Уједињеном Краљевству, Холандији, Аустралији и Новом Зеланду.

## Етимологија и номенклатура
Рамлила је сложеница санскритских речи „Рама“ (Вишну аватар) и „Лила“ (игра, спорт). Према Џејмсу Лохтефелду, ова реч конотира „разиграну драму о Рами”, где је поред  забаве укључен и „дубоко озбиљан религиозни чин” који има духовни значај и за глумце и за публику.
Тимови или екипе глумаца који заједно тренирају и изводе Рамлилу зову се Мандали.

## Историја
Изведбене уметности су древна индијска традиција, са санскритским хиндуистичким текстом Натја Шастра који објашњава важност извођачких уметности на следећи начин:
Нека Натја (драма и плес) буде пети ведски спис.

У комбинацији са епском причом, тежећи врлини, богатству, радости и духовној слободи, мора да садржи значај сваког Светог писма, и потпомогне сваку уметност. — Натјашастра 1.14–15
Рамлила је једна од многих свечаности у хиндуизму. Еп о Рамајани датује се у 1. миленијум пре нове ере. Међутим, нејасно је када су одржане прве представе Рамлиле. Прво доношење Рамачаритаманаса од стране Тулсидаса из 16. века није документовано, али према традицији, његова ученица Мега Багат је основала Рамлилу на основу Рамачаритаманаса 1625. Према Норвину Хајну, професору божанства и религијских студија специјализованом за индологију, Рамлила је била популарна пре 1625. године, барем у северној Индији између 1200. и 1500. године нове ере, али засновано на Валмикијевој Рамајани. Према Ричарду Шехнеру, савремена Рамлила има дубље корене, јер укључује и учења древних санскритских текстова и модерне позоришне технике.
Према Џону Брокингтону, професору санскрита специјализованом за индијске епове, Рамлила је вероватно древна традиција Индије јер је општеприхваћено од стране научника да су се писани рукописи појавили касније у индијским религијама, а древни текстови су углавном били производ усмене традиције. Даље, наводи Брокингтон, хиндуистички епови су превелики, са Рамајаном која садржи 20.000 стихова и Махабхаратом са 100.000 стихова, да би се чували током две хиљаде година без записивања и рецитовања и извођења. Стога је мало вероватно да се традиција Рамлиле појавила тек у модерној ери.
Неки индолози из колонијалне ере сугерисали су, додаје Брокингтон, да је Рамајана текст модерног доба, али је ова хипотеза од тада напуштена јер је постојање хиндуистичке Рамајане потврђено у литератури џаинизма, рамајанским рељефима у пећинским храмовима као што су пећине у Елори, и резбарије и култура у храмовима југоисточне Азије од 1. миленијума нове ере.

## Опис
Рамлила је прича о хиндуистичком богу Рами од његовог рођења. Еп рецитује његово детињство заједно са другим ликовима, као што су Сита, Лакшмана, Равана и други. Укључује поглавља о браку Сите и Раме, изгнанству Раме јер Дарма захтева од њега да се одрекне свог престола. Даље, Сита и Лакшмана му се придружују у изгнанству, говори о њиховим путовањима кроз Индију и сусрету са поштованим Ришијима хиндуизма, отмицом Сите од стране демона Раване, о тузи Раме и Лакшмане, њиховом безнађу, како креативно граде војску од других живих бића у шуми као што су мајмуни, о њиховом путовању у Ланку да се суоче са Раваном, о бици између добра и зла, уништењу Равана, повратак Раме у Ајодју, и животу након тога као краља.
Рамлила фестивали играју ову причу. Организују се у бројним селима, градовима и областима током јесење сезоне Наваратри фестивала која обично пада у септембру или октобру. Фестивал је и верски и културни догађај који окупља становништво, наводи Унеско, „без разлика касти, вере или старости“. Публика као што су сељани учествују спонтано, играју улоге или помажу у постављању и чишћењу бине, прављењу костима и одржавању.
Традиционално организовано у импровизованом позоришту на отвореном ноћу, обично га постављају аматерске глумачке екипе из свих сегмената друштва. Певачи и музичари, мушкарци и жене, старији и млади играју различите улоге, певају стихове уз музику, рецитују дијалоге. Дијалог је импровизован и често одговара реакцијама публике. Учествују бубњари и други музичари. Атмосфера је обично празнична и слободна, а публика звижди и коментарише како прича иде. Сцена је окружена тезгама са храном. Околна подручја се привремено претварају у базаре како би задовољила публику. Комитет води припрему. У многим руралним областима, традиционална места за Рамлилу су се развила током векова, и стотине људи ће често сваке ноћи одлазити на представу, ходајући километрима као на верском ходочашћу у ранијим временима. Глумци обично нису плаћени или су мало плаћени за свој труд, али им сељани или комитет обезбеђују бесплатну храну и смештај. Трошкови учинка се обично финансирају прикупљањем средстава у заједници, често од стране самоорганизованих Рамлила комитета.
Рамлила није једноставна представа која се игра у драмском позоришту, али је структурирана тако да подстиче и омогућава публици да учествује. У великим представама, публика шета са глумцима од једног места до другог, пева или ко-рецитује одломке, укључују се као споредни или значајни ликови у представи, док главне улоге игра група уметника. Публика навија када добро добије предност, жалосна је када се деси нешто лоше, као што је киднаповање Сите и њено затварање против њене воље од стране демона Раване.

## Регионалне варијације
Данас је неколико региона развило свој карактеристичан облик Рамлиле, сам Утар Прадеш има бројне варијанте стилова презентације, међу којима је најистакнутији онај у Рамнагару, Варанаси, који је 31-дневни догађај, док је већина Рамлила на другим местима обично скраћена на 10 дана.
Према Унесковом извештају из 2008. године, најистакнутије традиције Рамлиле су оне које се сваке године посматрају у Ајодји, Рамнагару и Варанасију, Вриндавану, Алмори, Сатни и Мадхубанију.

## Географско ширење
Током векова, Рамлила је еволуирала у веома поштовану уметничку форму и путовала је у далеке крајеве света, кроз индијску дијаспору, не као акт „културног опоравка“, већ као свеж израз упорне вере. Данас се Рамлила поставља у већини земаља са имигрантским хиндуистичким становништвом са индијског потконтинента, укључујући и ону из Индије, Непала и Пакистана. Изван индијског потконтинента, ово укључује Фиџи, Маурицијус, Јужноафричку Републику, Канаду, Гвајану, Суринам, Тринидад и Тобаго, Уједињено Краљевство, Холандију, Сједињене Државе, Аустралију и Нови Зеланд.